# Fußball-Club Bayern München II 2008-2009
Questa voce raccoglie le informazioni riguardanti il Fußball-Club Bayern München II nelle competizioni ufficiali della stagione 2008-2009.

## Stagione
Nella stagione 2008-2009 il Bayern Monaco II, allenato da Hermann Gerland e Mehmet Scholl, concluse il campionato di 3. Liga al 5º posto.

## Organigramma societario
Area tecnica
- Allenatore: Mehmet Scholl
- Allenatore in seconda: Gerd Müller
- Preparatore dei portieri:
- Preparatori atletici:

## Calciomercato

### Sessione estiva
| Acquisti | Acquisti              | Acquisti          | Acquisti |
| R.       | Nome                  | da                | Modalità |
| -------- | --------------------- | ----------------- | -------- |
| C        | Viktor Bopp           | Bayern Monaco U19 |          |
| C        | Manuel Duhnke         | Monaco 1860       |          |
| P        | Maximilian Riedmüller | Heimstetten       |          |
| D        | Stefan Schürf         | Bayern Monaco U19 |          |
| D        | Oliver Stierle        | Kickers Stoccarda |          |

| Cessioni | Cessioni           | Cessioni          | Cessioni |
| R.       | Nome               | a                 | Modalità |
| -------- | ------------------ | ----------------- | -------- |
| D        | Stefano Celozzi    | Karlsruhe         |          |
| C        | Michael Görlitz    | Halmstad          |          |
| D        | Michael Kokocinski | Kickers Offenbach |          |
| C        | Matthias Schwarz   | Ingolstadt 04     |          |
| A        | Sandro Wagner      | Duisburg          |          |

### Sessione invernale
| Acquisti | Acquisti | Acquisti | Acquisti |
| R.       | Nome     | da       | Modalità |
| -------- | -------- | -------- | -------- |

| Cessioni | Cessioni          | Cessioni      | Cessioni |
| R.       | Nome              | a             | Modalità |
| -------- | ----------------- | ------------- | -------- |
| C        | Marco Stier       | Holstein Kiel |          |
| D        | Georg Niedermeier | Stoccarda     |          |
| A        | Vitus Nagorny     | Aalen         |          |

## Risultati

### 3. Liga

#### Girone di andata
| Arbitro: | Drees |

|                      |           |           |
| Müller 49’ Ekici 76’ | Marcatori | 79’ Biran |

| Arbitro: | Kinhöfer |

|                               |           |                             |
| Reichwein 51’ (rig.) Damm 75’ | Marcatori | 55’ Yılmaz 69’ (rig.) Ekici |

| Arbitro: | Kuhl |

|             |           |  |
| Sikorski 7’ | Marcatori |  |

| Arbitro: | Seemann |

|  |           |           |
|  | Marcatori | 66’ Ekici |

| Arbitro: | Siebert |

|                       |           |              |
| Yılmaz 20’ Müller 41’ | Marcatori | 84’ Amirante |

| Aalen 13 settembre 2008, ore 14:00 CEST 6ª giornata | Aalen  | 0 – 0 referto | Bayern Monaco II | Scholz-Arena (3 226 spett.)\| Arbitro: \| Wenkel \| |
| Arbitro:                                            | Wenkel |               |                  |                                                     |

| Arbitro: | Drees |

|           |           |                 |
| Ekici 85’ | Marcatori | 3’ (rig.) Oehrl |

| Arbitro: | Kampka |

|                 |           |              |
| Löning 17’, 44’ | Marcatori | 73’ Sikorski |

| Arbitro: | Fischer |

|                           |           |                                        |
| Yılmaz 45’, 90’ Kroos 81’ | Marcatori | 12’ Schürg 19’ Deigendesch 20’ Vaccaro |

| Arbitro: | Schmidt |

|               |           |            |
| Jovanović 63’ | Marcatori | 15’ Müller |

| Monaco di Baviera 26 ottobre 2008, ore 14:00 CEST 11ª giornata | Bayern Monaco II | 0 – 0 referto | Unterhaching | Stadion an der Grünwalder Straße (2 000 spett.)\| Arbitro: \| Kempter \| |
| Arbitro:                                                       | Kempter          |               |              |                                                                          |

| Arbitro: | Blos |

|                                  |           |                              |
| Mintzel 52’ Ristić 63’ Pinto 76’ | Marcatori | 13’ Sikorski 71’, 83’ Müller |

| Arbitro: | Trautmann |

|                         |           |                          |
| Müller 45’ Sikorski 88’ | Marcatori | 64’ Beigang 79’ Schäffer |

| Arbitro: | Seiwert |

|            |           |            |
| Paulus 90’ | Marcatori | 28’ Müller |

| Arbitro: | Benedum |

|            |           |  |
| Duhnke 53’ | Marcatori |  |

| Arbitro: | Grudzinski |

|  |           |                         |
|  | Marcatori | 16’ Contento 63’ Yılmaz |

| Burghausen 30 novembre 2008, ore 14:00 CET 17ª giornata | Wacker Burghausen | 0 – 0 referto | Bayern Monaco II | Wacker-Arena (3 300 spett.)\| Arbitro: \| Fischer \| |
| Arbitro:                                                | Fischer           |               |                  |                                                      |

| Arbitro: | Schumacher |

|            |           |              |
| Müller 53’ | Marcatori | 83’ Kolinger |

| Arbitro: | Joerend |

|                         |           |  |
| Mesic 14’ Tosunoğlu 52’ | Marcatori |  |

#### Girone di ritorno
| Berlino 20 dicembre 2008, ore 14:00 CET 20ª giornata | Union Berlino | 0 – 0 referto | Bayern Monaco II | Friedrich-Ludwig-Jahn-Sportpark (5 700 spett.)\| Arbitro: \| Stieler \| |
| Arbitro:                                             | Stieler       |               |                  |                                                                         |

| Arbitro: | Joerend |

|                                 |           |  |
| Heinzmann 81’ (aut.) Müller 84’ | Marcatori |  |

| Arbitro: | Winkmann |

|                              |           |                    |
| Wagefeld 22’ Savran 27’, 73’ | Marcatori | 10’ Haas 41’ Ekici |

| Arbitro: | Zwayer |

|  |           |             |
|  | Marcatori | 13’ Kruppke |

| Arbitro: | Steuer |

|  |           |                         |
|  | Marcatori | 82’ Contento 90’ Müller |

| Arbitro: | Schumacher |

|                                          |           |  |
| Müller 49’, 51’ Butt 66’ (rig.) Haas 84’ | Marcatori |  |

| Brema 13 marzo 2009, ore 19:00 CET 26ª giornata | Werder Brema II | 0 – 0 referto | Bayern Monaco II | Weserstadion - Platz 11 (750 spett.)\| Arbitro: \| Blos \| |
| Arbitro:                                        | Blos            |               |                  |                                                            |

| Arbitro: | Fritz |

|                       |           |             |
| Müller 10’ Yılmaz 43’ | Marcatori | 30’ Gonther |

| Stoccarda 29 marzo 2009, ore 14:00 CET 28ª giornata | Kickers Stoccarda | 0 – 0 referto | Bayern Monaco II | Gazi-Stadion auf der Waldau (3 770 spett.)\| Arbitro: \| Wenkel \| |
| Arbitro:                                            | Wenkel            |               |                  |                                                                    |

| Arbitro: | Meyer |

|  |           |               |
|  | Marcatori | 88’ Heidinger |

| Arbitro: | Schmidt |

|                           |           |              |
| Zillner 40’ Rathgeber 67’ | Marcatori | 50’ Sikorski |

| Arbitro: | Schempershauwe |

|                          |           |            |
| Badstuber 60’ Müller 78’ | Marcatori | 75’ Öztürk |

| Arbitro: | Schößling |

|             |           |                          |
| Zellner 10’ | Marcatori | 28’ Badstuber 62’ Müller |

| Arbitro: | Kampka |

|                        |           |                                     |
| Bopp 56’ Badstuber 72’ | Marcatori | 12’ Hochscheidt 28’ Curri 44’ Feick |

| Arbitro: | Wingenbach |

|          |           |              |
| Pohl 48’ | Marcatori | 50’ Fürstner |

| Arbitro: | Blos |

|                                      |           |  |
| Bopp 17’, 71’ Sikorski 48’ Riess 54’ | Marcatori |  |

| Arbitro: | Grudzinski |

|                              |           |               |
| Sikorski 74’, 77’ Yılmaz 82’ | Marcatori | 72’ Bonimeier |

| Arbitro: | Bandurski |

|                                 |           |                          |
| Funk 32’ (rig.) Feisthammel 85’ | Marcatori | 10’, 84’ (rig.) Sikorski |

| Arbitro: | Kuhl |

|           |           |              |
| Ekici 11’ | Marcatori | 19’ Albayrak |

## Statistiche

### Statistiche di squadra
| Competizione | Punti | In casa | In casa | In casa | In casa | In casa | In casa | In trasferta | In trasferta | In trasferta | In trasferta | In trasferta | In trasferta | Totale | Totale | Totale | Totale | Totale | Totale | DR  |
| Competizione | Punti | G       | V       | N       | P       | Gf      | Gs      | G            | V            | N            | P            | Gf           | Gs           | G      | V      | N      | P      | Gf     | Gs     | DR  |
| ------------ | ----- | ------- | ------- | ------- | ------- | ------- | ------- | ------------ | ------------ | ------------ | ------------ | ------------ | ------------ | ------ | ------ | ------ | ------ | ------ | ------ | --- |
| 3. Liga      | 59    | 19      | 10      | 6       | 3       | 33      | 18      | 19           | 4            | 11           | 4            | 21           | 20           | 38     | 14     | 17     | 7      | 54     | 38     | +16 |
| Totale       | 59    | 19      | 10      | 6       | 3       | 33      | 18      | 19           | 4            | 11           | 4            | 21           | 20           | 38     | 14     | 17     | 7      | 54     | 38     | +16 |

### Andamento in campionato
| Giornata  | 1 | 2 | 3 | 4 | 5 | 6 | 7 | 8 | 9 | 10 | 11 | 12 | 13 | 14 | 15 | 16 | 17 | 18 | 19 | 20 | 21 | 22 | 23 | 24 | 25 | 26 | 27 | 28 | 29 | 30 | 31 | 32 | 33 | 34 | 35 | 36 | 37 | 38 |
| --------- | - | - | - | - | - | - | - | - | - | -- | -- | -- | -- | -- | -- | -- | -- | -- | -- | -- | -- | -- | -- | -- | -- | -- | -- | -- | -- | -- | -- | -- | -- | -- | -- | -- | -- | -- |
| Luogo     | C | T | C | T | C | T | C | T | C | T  | C  | T  | C  | T  | C  | T  | T  | C  | T  | T  | C  | T  | C  | T  | C  | T  | C  | T  | C  | T  | C  | T  | C  | T  | C  | C  | T  | C  |
| Risultato | V | N | V | V | V | N | N | P | N | N  | N  | N  | N  | N  | V  | V  | N  | N  | P  | N  | V  | P  | P  | V  | V  | N  | V  | N  | P  | P  | V  | V  | P  | N  | V  | V  | N  | N  |
| Posizione | 5 | 7 | 3 | 1 | 2 | 2 | 3 | 7 | 7 | 6  | 7  | 7  | 8  | 8  | 6  | 5  | 5  | 5  | 8  | 8  | 8  | 8  | 9  | 7  | 5  | 7  | 6  | 6  | 6  | 7  | 6  | 5  | 6  | 6  | 5  | 5  | 5  | 5  |

Legenda:

Luogo: C = Casa; T = Trasferta. Risultato: V = Vittoria; N = Pareggio; P = Sconfitta.

### Statistiche dei giocatori
| H. Altıntop    | 1  | 0  | 0 | 0 |
| A. Aquayo      | 12 | 0  | 3 | 0 |
| H. Badstuber   | 32 | 3  | 5 | 1 |
| V. Bopp        | 9  | 3  | 0 | 0 |
| H. Butt        | 4  | 1  | 0 | 0 |
| D. Contento    | 12 | 2  | 0 | 0 |
| M. Duhnke      | 19 | 1  | 4 | 0 |
| M. Ekici       | 32 | 6  | 8 | 0 |
| M. Erb         | 2  | 0  | 0 | 0 |
| S. Fürstner    | 26 | 1  | 1 | 0 |
| M. Grün        | 3  | 0  | 0 | 0 |
| M. Haas        | 15 | 2  | 3 | 0 |
| T. Heinze      | 32 | 0  | 2 | 0 |
| M. Höferth     | 3  | 0  | 0 | 0 |
| Y. Kakoko      | 3  | 0  | 0 | 0 |
| B. Kopplin     | 20 | 0  | 1 | 0 |
| T. Kraft       | 25 | 0  | 2 | 0 |
| T. Kroos       | 1  | 1  | 0 | 0 |
| T. Müller      | 32 | 15 | 1 | 0 |
| V. Nagorny     | 9  | 0  | 1 | 0 |
| G. Niedermeier | 18 | 0  | 5 | 1 |
| M. Riedmüller  | 7  | 0  | 1 | 0 |
| S. Riess       | 16 | 1  | 2 | 0 |
| D. Rohracker   | 6  | 0  | 0 | 0 |
| C. Saba        | 37 | 0  | 4 | 0 |
| S. Schürf      | 12 | 0  | 0 | 0 |
| T. Schütz      | 34 | 0  | 2 | 0 |
| D. Sikorski    | 35 | 10 | 3 | 0 |
| M. Stier       | 14 | 0  | 3 | 0 |
| O. Stierle     | 15 | 0  | 2 | 1 |
| D. Yılmaz      | 32 | 7  | 3 | 0 |